# BTR-4
O BTR-4 (BTR, em ucraniano:  Бронетранспортер) é um carro de combate fabricado na Ucrânia. O veículo possui oito rodas para transporte de tropas blindado, sendo que o protótipo foi lançado em 2006 por uma empresa privada. Sua produção iniciou-se em 2008 e as primeiras unidades entregue para o exército ucraniano ocorreram em 2009.

## Descrição

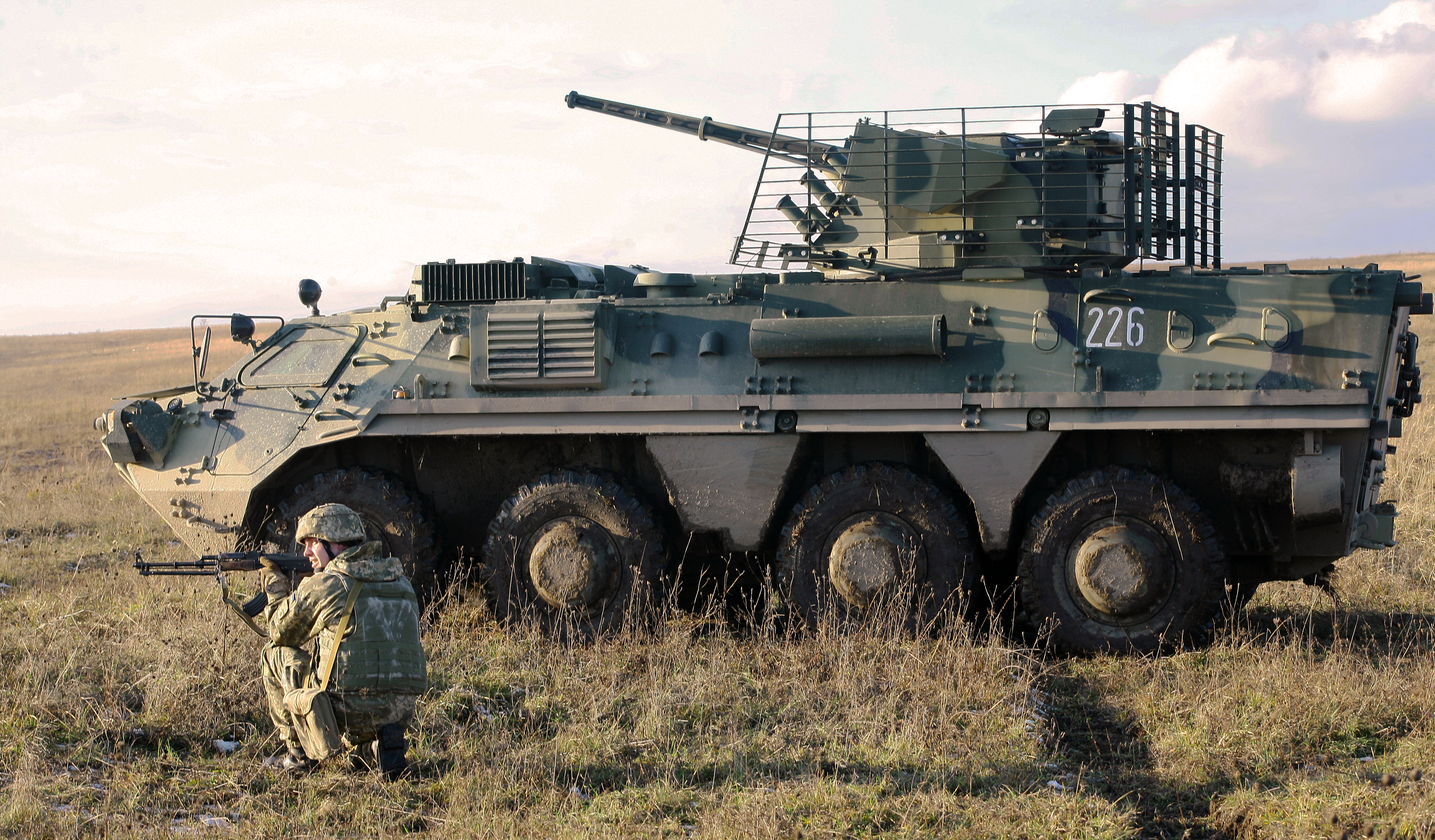
Um BTR-4 da 92ª Brigada Mecanizada ucraniana.

Veículo tem um layout diferente, comparando com os veículos blindados 8x8 da União Soviética. A principal desvantagem dos blindados Soviéticos era um motor traseiro, fazendo com que as tropas tivessem dificuldades para deixar o veículo através das portas laterais ou pelas escotilhas do teto do veículo, assim, expondo-os ao fogo inimigo. O BTR-4 tem motor e transmissão montada no meio do casco. O compartimento da tropa está localizado na parte traseira. 
Protótipo do BTR-4 está armado com um canhão de 30 mm, e uma metralhadora coaxial de 7,62mm e quatro lancadores Konkurs Baryer ou  antimísseis ou antitanque, ou, alternativamente, um lançador de granadas de 30 milímetros automática no lugar de dois mísseis antitanque. Esta variante pode levar 8 soldados (7 na versão up-armored). O BTR-4 também é proposto com um número de módulos de armamento: 
- Grom módulo, 1 x canhão de 30-mm, 1 lançador automático de granadas de 30-milímetros, uma metralhadora 7,62 mm , 4 x Konkurs Baryer ou antitanque lança-mísseis, capacidade de 8 soldados;
- Shkval módulo, um canhão de 30-mm, 1 lançador automático de granadas de 30-milímetros, uma metralhadora de 7,62 mm, 2 x Konkurs Baryer de antitanque lança-mísseis, capacidade de 8 soldados;
- BAU Torre com dois canhões de 23 mm, uma metralhadora de 7,62 mm, capacidade para carregar 8 soldados.

O BTR-4 também pode ser armado de acordo com as necessidades do cliente. 
Veículo fornece proteção contra fogo de armas pequenas e estilhaços de artilharia, porém armadura proteção adicional pode ser instalada. O BTR-4 está equipada com supressão de fogo automáticas e sistemas de proteção NBC. 
O BTR-4 tem uma tripulação de três pessoas, incluindo o comandante, artilheiro e motorista. Veículo pode transportar 7-9 tropas, dependendo do tipo de armamento módulo. Tropas entrar e sair do veículo pela porta traseira ou tejadilho telhado. Comandante e motorista são fornecidos com portas, localizados nas laterais do casco. 
O BTR-4 é alimentado pelo motor diesel 3TD, desenvolvendo 500 cv. Alternativamente veículo pode ser movido por um motor diesel DEUTZ, desenvolvendo 500-600 hp. O veículo e completamente anfíbio e é movido na água por dois jatos d'água.

## Variações
- BTR-4K veículo de comando
- BTR-4Ksh veículo de comando e de pessoal;
- BRM-4K reconhecimento do veículo;
- BREM-4K reparação e recuperação de veículo;
- BSEM-4K ambulância blindada;
- MOP-4K veículo de apoio de fogo, equipado com pistola de 120-mm e 12,7-MG mm.

## Operadores
- Iraque - O Ministério da Defesa do Iraque ordenou recentemente a compra de 420 veículos para missões de segurança interna.
- Ucrânia - Pelo menos 170 veículos ativos em 2018.[1]
- Macedônia do Norte - As forças armadas da República da Macedónia, manifestaram o seu interesse em 200 veículos.[2]
- Nigéria
- Myanmar
- Indonésia